# Jackie Jackson (álbum)
Jackie Jackson es el álbum debut homónimo de Jackie Jackson, el miembro mayor de The Jackson 5. Fue publicado en octubre de 1973 a través del sello discográfico Motown.

## Recepción de la crítica
Un escritor no especificado de la revista Billboard escribió: “El esfuerzo en solitario de otro miembro de The Jackson 5 demuestra una excelente colección de melodías suaves con el interesante y bien controlado falsete de Jackie como en «It's So Easy». Los arreglos instrumentales son magníficos, desde cuerdas hasta configuraciones más originales”. Un escritor no especificado de la revista Record World declaró: “Es el turno de Jackie de destacarse entre el sensacional público de The Jackson Five, y creará montones de nuevos fans con un conjunto melódico de baladas bien cantadas y [canciones] roqueras suaves”. Un escritor no especificado de la revista Cash Box calificó Jackie Jackson como “un LP imprescindible”, añadiendo: “El talento de The Jackson Five no tiene fin, ya que se desprende fácilmente al escuchar el excelente LP debut en solitario de Jackie Jackson. Una sensación muy relajada y apacible, tipificada por el gran éxito de Miracles, «Bad Girl», destaca el álbum, que demuestra admirablemente la fuerza de Jackie como estilista vocal. «Love Don't Want to Leave», »In My Dreams», «Is It Him or Me» y «Thanks to You» son interludios bellamente melódicos que señalan fácilmente que el joven podría manejar fácilmente una carrera en solitario, si esa fue su elección. «One and the Same» es una melodía fuerte y dinámica que le da a Jackie espacio para estirarse”.

## Lista de canciones
Todas las canciones escritas y compuestas por The Corporation y Christine Yarian, excepto donde esta anotado. 
| Lado uno |                                                                 |          |  |
| N.º      | Título                                                          | Duración |  |
| 1.       | «Love Don't Want to Leave»                                      | 3:10     |  |
| 2.       | «It's So Easy» (The Corporation)                                | 2:57     |  |
| 3.       | «Thanks to You» (Beatrice Verdi, Yarian)                        | 3:05     |  |
| 4.       | «You're The Only One» (The Corporation)                         | 2:59     |  |
| 5.       | «Didn't I (Blow Your Mind This Time)» (Thom Bell, William Hart) | 3:12     |  |

| Lado dos |                                            |          |  |
| N.º      | Título                                     | Duración |  |
| 1.       | «Do I Owe»                                 | 3:25     |  |
| 2.       | «Is It Him or Me»                          | 4:28     |  |
| 3.       | «In My Dreams»                             | 3:04     |  |
| 4.       | «One and the Same»                         | 2:56     |  |
| 5.       | «Bad Girl» (Berry Gordy, William Robinson) | 4:13     |  |

## Posicionamiento
| Gráfica (1973)                           | Pico de posición |
| ---------------------------------------- | ---------------- |
| Estados Unidos (Cash Box Top 100 Albums) | 167              |